# Chega (Gaia)
Chega è un singolo della cantautrice italiana Gaia, pubblicato il 16 marzo 2020 come primo estratto dal primo album in studio Genesi.

## Descrizione
Chega è un termine portoghese che in italiano può significare "basta" oppure, come in questo caso, "arriva". Il brano, interamente in lingua portoghese, è stato scritto dalla stessa Gaia Gozzi per il testo e Simone Privitera, in arte Simon Says, per la musica e prodotto da quest'ultimo. È stato presentato per la prima volta dal vivo dalla cantante durante la fase pomeridiana della diciannovesima edizione del talent show Amici di Maria De Filippi.
In Italia il brano è stato il 21º più trasmesso dalle radio nel 2020.

## Video musicale
Il video musicale, diretto dagli YouNuts!, gruppo composto da Niccolò Celaia e Antonio Usbergo, è stato pubblicato il 24 aprile 2020 attraverso il canale YouTube della cantautrice.

## Tracce
Testi di Gaia Gozzi, musiche di Simone Privitera.
1. Chega – 3:05

## Classifiche

### Classifiche settimanali
| Classifica (2020) | Posizione massima |
| ----------------- | ----------------- |
| Italia            | 11                |

### Classifiche di fine anno
| Classifica (2020) | Posizione |
| ----------------- | --------- |
| Italia            | 36        |